# 에런 모코에나
에런 테보모 모코에나(영어: Aaron Tebomo Mokoena, 1980년 11월 25일, 남아프리카 공화국 요하네스버그 ~)는 남아프리카 공화국의 전 축구 선수로, 포지션은 센터백과 수비형 미드필더다.

## 같이 보기
- A매치 100경기 이상 출전한 축구 선수 명단